# Etoposido
Fosfato de etoposido, etoposida ou etoposídeo (último conforme DCB ) é usado para retardar tumores. É um inibidor da enzima topoisomerase II.  

## Uso medicinal
É usado como forma de quimioterapia para doenças malignas como o sarcoma de Ewing, câncer de pulmão, câncer testicular, linfoma, leucemia não-linfocítica e glioblastoma multiforme. É geralmente administrado em combinação com outros medicamentos (como a Bleomicina, no tratamento de câncer de testículo). Também é usado às vezes em um regime preparatório antes de um transplante de células-tronco hematopoiéticas (TCTH). 

### Administração
O fármaco é administrado, tanto por via intravenosa (IV), como oralmente através de capsulas ou comprimidos. Caso o fármaco seja aplicado por IV, o procedimento deve ser feito de forma lenta, durante 30 a 60 minutos, visto que o composto é capaz de reduzir a pressão sanguínea enquanto administrado. Durante a infusão, a pressão sanguínea deve ser monitorada e a velocidade da aplicação, ajustada de acordo.

## Efeitos colaterais
Efeitos colaterais mais comuns durante o tratamento com Etoposido são:
- redução da pressão sanguínea;
- perda de cabelo;
- dor e queimação na região do acesso venoso;
- constipação e diarréia;
- gosto metálico na boca;
- e supressão da medula óssea, acarretando em:
  - redução na contagem de leucócitos (maior susceptibilidade a infecções);
  - redução na contagem de hemácias (desenvolvimento de quadro anêmico);
  - redução na contagem de plaquetas (maior facilidade na formação de hematomas e maior tempo de coagulação).

Os efeitos menos comuns são:
- náusea e vômito;
- reações alérgicas;
- irritação na pele;
- febre;
- feridas na boca;
- leucemia mieloide aguda (tratada com o próprio etoposido).

Quando administrado concomitantemente à varfarina, pode causar sangramentos. 

## Farmacologia

### Mecanismo de ação
O etoposido forma um complexo ternário com o DNA e a enzima topoisomerase II, a qual auxilia no relaxamento do DNA superenrolado (positivo ou negativo). A topoisomerase II normalmente quebra as ligações em um mesmo ponto das duas fitas do DNA, permitindo que outra dupla-hélice passe pela abertura, reduzindo a tensão e torção da molécula. Uma vez atravessada a dupla-fita, a enzima restaura as ligações rompidas. A ligação com o etoposido, no entanto, impede que a enzima seja capaz de religar as fitas do DNA, fazendo com que a ruptura criada permaneça aberta e impedindo que a topoisomerase II saia do local e atue em outra região. Dessa forma, a atuação do fármaco resulta em quebras na dupla-fita de DNA (podendo ocasionar diversos efeitos deletérios na célula) e no esgotamento de topoisomerase II disponível no organismo. 
Células cancerígenas possuem maior dependência sobre a topoisomerase II do que células saudáveis, já que se aquelas se dividem muito mais rapidamente do que estas. Assim, há a ocorrência de mais erros na síntese de DNA, promovendo a apoptose da célula cancerígena. 

## Química
O etoposido é um semissintético derivado da podofilotoxina, extraída a partir do rizoma da mandrágora-americana (Podophyllum peltatum). Mais especificamente, é um glicosídeo formado por podofilotoxina e um derivado da D-glicose. É um composto similar ao teniposido (ou teniposídeo), sendo distinguíveis apenas por um grupo metila, substituído no teniposídeo por um grupo tienil.  Ambos os compostos foram desenvolvidos com o objetivo de criar derivados menos tóxicos da podofilotoxina. 
A substância é um pó cristalino, entre o branco e um amarelo-amarronzado. É solúvel em solventes orgânicos.

Geralmente, é utilizado em sua forma salina, o fosfato de etoposido.